# Hans Hellmann
Hans Gustav Adolf Hellmann (14 octobre 1903 - 29 mai 1938) est un physicien théoricien allemand.

## Biographie
Hellmann est né à Wilhelmshaven, Hanovre prussien. Il commence à étudier l'électrotechnique à Stuttgart, mais se tourne vers l'ingénierie physique après un semestre. Hellmann étudie également à l'Université de Kiel.
Il reçoit son diplôme de l'Institut Kaiser Wilhelm de chimie de Berlin pour ses travaux sur les composés radioactifs sous Otto Hahn et Lise Meitner. Il obtient son doctorat à Stuttgart avec Erich Regener pour ses travaux sur la décomposition de l'ozone. La future épouse de Hellmann, Victoria Bernstein, est la fille adoptive de Regener. En 1929, Hellmann devient professeur assistant à l'Université Leibniz de Hanovre.
Après l'arrivée au pouvoir des nazis, Hellmann est renvoyé le 24 décembre 1933 comme « indésirable » à cause de sa femme juive. Il émigré en Union soviétique, occupant un poste à l'institut Karpov de Moscou, travaillant entre autres sur les pseudopotentiels. Cependant, il est plus tard dénoncé lors de la Grande Purge, emprisonné le 10 mai 1938 et exécuté à Butovo le 29 mai. Son fils, Hans Hellmann, Jr., n'est autorisé à quitter l'ex-Union soviétique qu'en 1991.
En science, son nom est principalement associé au théorème de Hellmann-Feynman, ainsi qu'à l'un des tout premiers manuels de chimie quantique ("Kvantovaya Khimiya", 1937 ; traduit en allemand par "Einfuehrung in die Quantenchemie", Vienne, 1937). Il est le pionnier de plusieurs approches désormais courantes en chimie quantique, notamment l'utilisation de pseudopotentiels.